# Носитель функции
Носи́тель фу́нкции — замыкание множества, на котором функция отлична от нуля.

## Носитель классической функции
Носитель функции {\displaystyle u\colon X\to \mathbb {R} } — это замыкание подмножества {\displaystyle X}, на котором вещественнозначная функция {\displaystyle u} не обращается в нуль:
{\displaystyle \mathrm {supp} \,u={\overline {\left\{x\mid u(x)\neq 0\right\}}}.}
Наиболее распространённым является случай, когда функция {\displaystyle u} определена на топологическом пространстве {\displaystyle X} и является непрерывной. В таком случае носитель определяется как наименьшее замкнутое подмножество {\displaystyle X}, за пределами которого {\displaystyle u} равняется нулю.

### Компактный носитель
Функции с компактным носителем на {\displaystyle X} — те, носитель которых является компактным подмножеством {\displaystyle X}.
Например, если {\displaystyle X} — это вещественная прямая, то все непрерывные функции, обнуляющиеся при {\displaystyle |x|>C}, являются функциями с компактным носителем.
Функция называется финитной, если её носитель компактен.

## Носитель обобщённой функции
Также можно ввести понятие носителя для обобщённой функции, то есть для функционала на множестве бесконечногладких финитных функций.

### Формальное определение
Рассмотрим обобщённую функцию {\displaystyle f} и все множества {\displaystyle K} такие, что если финитная функция {\displaystyle \varphi } обнуляется на множестве {\displaystyle K}, то значение {\displaystyle (f,\;\varphi )} равно 0.
Наименьшее (по включению) из таких множеств называется носителем обобщённой функции {\displaystyle f}. (Иначе можно сказать, что {\displaystyle \mathrm {supp} \,f} является пересечением всех таких {\displaystyle K}).
Стоит отметить, что носитель обобщённой функции будет замкнутым множеством.

### Замечание
Заметим, что такое определение носителя не совпадает с классическим. Действительно, обобщённая функция {\displaystyle f} определена на пространстве бесконечно гладких финитных функций {\displaystyle C_{0}^{\infty }(X)}, а значит, классический носитель должен быть подмножеством {\displaystyle C_{0}^{\infty }(X)}, в то время как носитель обобщённой функции есть подмножество {\displaystyle X}.

### Примеры
В качестве примера можно рассмотреть функцию Дирака {\displaystyle \delta (x)}.
Возьмём любую финитную функцию {\displaystyle \varphi } с носителем, не включающим точку 0. Так как {\displaystyle (\delta ,\;\varphi )} ({\displaystyle \delta } применяется как линейный функционал к {\displaystyle \varphi }) равно нулю для таких функций, мы можем сказать, что носитель {\displaystyle \delta } — это только точка {\displaystyle \{0\}}.

## Сингулярный носитель
В анализе Фурье в частности, интересно изучить сингулярный носитель обобщённой функции. Он имеет интуитивную интерпретацию, как набор точек, в которых «обобщённая функция не сводится к обычной».

### Формальное определение
Пусть {\displaystyle f} — обобщённая функция. Её можно представить в виде {\displaystyle f=u+v}, где {\displaystyle u} — регулярная обобщённая функция, а {\displaystyle v} — сингулярная обобщённая функция. (Такое представление, вообще говоря, не единственно.)
Пересечение носителей {\displaystyle \mathrm {supp} \,v} по всем возможным разложениям {\displaystyle f=u+v} называется сингулярным носителем обобщённой функции {\displaystyle f}.
Классическое обозначение сингулярного носителя {\displaystyle \mathrm {sing\,supp} \,f}.

### Примеры
Так, сингулярным носителем для функции Дирака является точка 0.
В данном частном случае сингулярный носитель и просто носитель обобщённой функции совпадают. Однако это не есть общее свойство. Например, для обобщённой функции, действующей по формуле
{\displaystyle (f,\;\varphi )=\int \limits _{0}^{1}\varphi \,dx+\varphi (0),}
носителем будет отрезок {\displaystyle [0,\;1]}, а сингулярным носителем точка 0.
Другим примером является преобразование Фурье для шаговой функции Хевисайда может быть рассмотрено с точностью до константы как {\displaystyle 1/x}, за исключением точки, в которой {\displaystyle x=0}. Так как это очевидно особая точка, то более точным является формулировка, что преобразование в качестве распределения имеет сингулярный носитель {\displaystyle \{0\}}.
Для распределений с несколькими переменными, сингулярные носители позволяют определять множества волнового фронта и понять принцип Гюйгенса в терминах математического анализа. Сингулярные носители также могут быть использованы для понимания феноменов, специфичных для теории распределений, таких как попытки перемножения распределений (возведение в квадрат дельты-функции Дирака невозможно, в основном потому, что сингулярные носители распределений, которые перемножаются должны быть разделены).
Важное применение сингулярный носитель находит в теории псевдодифференциальных операторов (ПДО), в частности в теореме о псевдолокальности ПДО.

## Носитель меры
Так как меры (включая вероятностные меры) на вещественной прямой {\displaystyle \mathbb {R} } являются частными случаями обобщённых функций (распределений), мы также можем говорить о носителе меры таким же образом.